# Гюттлер, Карой
Ка́рой Гю́ттлер (венг. Güttler Károly; род. 15 июня 1968, Будапешт, Венгрия) — венгерский пловец, один из сильнейших брассистов мира с конца 1980-х по начало 2000-х годов. Двукратный вице-чемпион Олимпийских игр, двукратный призёр чемпионатов мира, чемпион и многократный призёр чемпионатов Европы. Экс-рекордсмен мира на дистанции 100 м брассом на «длинной воде».
На Олимпийских играх дебютировал в в Сеуле в 1988 году, где завоевал серебро на дистанции 100 метров брассом, уступив всего одну сотую секунды британцу Эдриану Мурхаусу. Следующие Игры в в Барселоне в 1992 году сложились для него менее удачно, максимум, чего он смог добиться — это 5-е место на 200-метровке.
В следующем 1993 году Гюттлер единственный раз за карьеру сумел взять золото на крупном старте, победа пришла на дистанции 100 метров, на чемпионате Европы в Шеффилде, причём в полуфинале Гюттлер установил мировой рекорд на этой дистанции — 1:00,95, который продержался до 1996 года. Это принесло ему по итогам 1993 года титул «Пловца года» в мире и Европе (по версии Swimming World Magazine). В 1994 году на чемпионате мира в Риме Гюттлер был вторым на 100 м и третьим на 200 м, причём обе дистанции выиграл его соотечественник Норберт Рожа.
На Играх в Атланте 1996 года Гюттлер взял серебро на 200-метровке, уступив всё тому же Роже и довольствовался 4-м местом на дистанции вдвое короче. Также на этой Олимпиаде он плыл этап брассом в комбинированной эстафете, где венгерская сборная была шестой. На Олимпиаде 2000 года в Сиднее не смог попасть в финал на 100-метровке и занял 5-е место в составе комбинированной эстафеты. В 2002 году в возрасте 34 лет Гюттлер выиграл бронзу на 50-метровке брассом на чемпионате Европы в Берлине. Это была девятая и последняя награда Кароя на чемпионатах Европы по водным видам спорта (1 золотая + 6 серебряных + 2 бронзовых).